# ألكسندرو سيريتشينو
ألكسندرو سيريتشينو (مواليد 16 أبريل 1984) هو مبارز بالسيف روماني، مثّل بلاده في الألعاب الأولمبية الصيفية 2012.

## روابط خارجية
ألكسندرو سيريتشينو على موقع الاتحاد الدولي للمبارزة (الإنجليزية)
- ألكسندرو سيريتشينو على موقع أوليمبيديا (الإنجليزية)